# Dupuy e Berberian
Dupuy e Berberian sono una coppia di fumettisti francesi che è solita lavorare assieme è composta da Philippe Dupuy e Charles Berberian. 
Nel 2008 hanno vinto il Grand Prix de la ville d'Angoulême.